# Never Gonna Give You Up
A Never Gonna Give You Up című dal Rick Astley 1987-ben megjelent első kislemeze, melynek producerei a Stock Aitken Waterman trió. A kislemez több millió példányszámban kelt el, és öt hétig volt a legkelendőbb kislemez az Egyesült Királyságban 1987-ben. 25 ország slágerlistáinak élén volt, köztük az Egyesült Államok és Nyugat-Németország listáin is.
1988-ban a legjobb brit kislemez díját kapta a dal, majd 2004-ben a 28. helyezett volt a VH-1 50 legrosszabb valaha megjelent dalainak listáján. A dal a Rock Band 3 játékban is szerepelt, mely 2012. február 14-én jelent meg.

## Felvételek
A dalt a Dél-Londonban található PWL Stúdióban rögzítették, melyhez Yamaha DX7 digitális szintetizátort használtak, míg a  a dobokat egy Linn 9000-es kezelte, továbbá Roland Juno 106 analóg szintetizátort, és Yamaha Rev5 és Rev7 eszközöket is használtak a dal felvételéhez.

## Videóklip
A klip a rickrolling internetes mém alapanyaga, melyet 2009. október 24-én töltöttek fel az előadó hivatalos YouTube csatornájára. A klip 2021 augusztusában elérte az 1 milliárd megtekintést.

## Megjelenések
7"  Japán BMG Victor Inc. – RPS-257
- A	Never Gonna Give You Up	3:32
- B	Never Gonna Give You Up (Instrumental)	3:33

## Slágerlista

### Heti összesítések
| Slágerlista (1987–1988)                           | Legjobb helyezés |
| ------------------------------------------------- | ---------------- |
| Ausztrália (ARIA Charts)                          | 1                |
| Ausztria (Ö3 Austria Top 40)                      | 1                |
| Belgium (Ultratop 50 Flanders)                    | 1                |
| Kanada (The Record)                               | 1                |
| Kanada Canada Adult Contemporary (RPM)            | 1                |
| Kanada Canada Top Singles (RPM)                   | 1                |
| Dánia                                             | 1                |
| Finnország (Suomen virallinen lista)              | 1                |
| Franciaország (SNEP)                              | 6                |
| Németország (Official German Charts)              | 1                |
| Izland (RÚV)                                      | 5                |
| Olaszország (FIMI)                                | 3                |
| Hollandia (Dutch Top 40)                          | 1                |
| Hollandia (Single Top 100)                        | 1                |
| Új-Zéland (Recorded Music NZ)                     | 1                |
| Norvégia (VG-lista)                               | 1                |
| Spanyolország (AFYVE)                             | 1                |
| Svédország (Sverigetopplistan)                    | 1                |
| Svájc (Schweizer Hitparade)                       | 2                |
| Egyesült Királyság (Official Charts Company)      | 1                |
| US Billboard Adult Contemporary                   | 1                |
| US Billboard Hot 100                              | 1                |
| US Cash Box Top 100                               | 1                |
| US Billboard Dance Club / Play                    | 1                |
| US Hot Dance Music/Maxi-Singles Sales (Billboard) | 1                |

| Slágerlista (2008)                           | Legjobb helyezés |
| -------------------------------------------- | ---------------- |
| Egyesült Királyság (Official Charts Company) | 73               |

### Év végi összesítések
| Slágerlista (1987)                           | Helyezés |
| -------------------------------------------- | -------- |
| Belgium (Ultratop 50 Flanders)               | 7        |
| Franciaország (IFOP)                         | 39       |
| Németország (Media Control Charts)           | 14       |
| Olaszország (FIMI)                           | 13       |
| Hollandia (Dutch Top 40)                     | 6        |
| Hollandia (Single Top 100)                   | 5        |
| Svájc (Schweizer Hitparade)                  | 20       |
| Egyesült Királyság (Official Charts Company) | 1        |

| Slágerlista (1988)              | Helyezés |
| ------------------------------- | -------- |
| Ausztrália (ARIA)               | 8        |
| US Billboard Adult Contemporary | 8        |
| US Billboard Hot 100            | 4        |
| US Cash Box                     | 2        |

## Díjak, helyezések
| Ország                    | Helyezés | Dátum               | Eladási adatok |
| ------------------------- | -------- | ------------------- | -------------- |
| Kanada                    | Arany    | 1988. május 17.     | 50,000         |
| Franciaország             | Ezüst    | 1988                | 200,000        |
| Németország               | Arany    | 1988                | 250,000        |
| Hollandia                 | Platina  | 1987                | 60,000         |
| Svédország                | Arany    | 1987. október 21.   | 10,000         |
| Egyesült Királyság        | Arany    | 1987. szeptember 1. | 500,000        |
| Amerikai Egyesült Államok | Arany    | 1989. február 24.   | 500,000        |

## Feldolgozások
- 1997-ben a francia 2Be3 formáció feldolgozta a dalt francia nyelven, mely "Toujours là pour toi" címen jelent meg. A dal 4. helyezést ért el a francia kislemezlistán, és a Belga Wallonia listán, ahol 12. helyezést érte el.[46]
- A dal olasz változatát 1999-ben Fiorello készítette el, mely a "Non ti lascerò" címet kapta.[47]
- 2004-ben Kevin Johnson jelentette meg saját változatát, mely a Super Eurobeat 149. című válogatásalbumra került fel.[48]
- 2007 augusztusában Tay Zonday internet csillag és énekesnő saját változatát jelentette meg.[49]
- A londoni The Rickrollers dance producer csapat saját house változatát készítette el a dalnak 2008 májusában, mely az angol kislemezlista 22. helyéig jutott.[50]
- 2008. november 25-én Barry Manilow megjelentette saját változatát, mely a The Greatest Songs of the Eighties című albumán található.[51]